# Amadeo Sánchez
Amadeo Sánchez Álvarez (Gijón, Asturias, España, 16 de noviembre de 1899-ib., 28 de mayo de 1971) fue un futbolista, entrenador y árbitro español.

## Trayectoria
Como guardameta, Amadeo jugó en el Racing Club y el Unión Deportivo Racing antes de llegar al Real Sporting de Gijón en 1922. Tras concluir su etapa como futbolista, se dedicó al arbitraje; comenzó en el Campeonato Regional de Asturias y, en los años 1930, arbitró varias temporadas en Segunda División. A continuación, inició su carrera como entrenador y consiguió un ascenso a Segunda División con la Cultural y Deportiva Leonesa, además de tres a Primera División, dos con el Sporting y uno con el Hércules C. F. En el Sporting de Gijón fue entrenador en diversas temporadas, muchas para hacerse cargo del equipo tras las destituciones de otros técnicos y secretario técnico. En el Murcia dimitió en marzo de 1959 por motivos personales.

## Clubes

### Como entrenador
| Club                         | País   | Año       |
| ---------------------------- | ------ | --------- |
| R. C. D. Córdoba             | España | 1939-1940 |
| Cultural y Deportiva Leonesa | España | 1942-1943 |
| Real Gijón                   | España | 1943-1945 |
| Club Ferrol                  | España | 1945-1947 |
| Real Murcia C. F.            | España | 1948-1950 |
| Real Gijón                   | España | 1950-1952 |
| Cultural y Deportiva Leonesa | España | 1952-1953 |
| Hércules C. F.               | España | 1953-1954 |
| Real Jaén C. F.              | España | 1954-1955 |
| Real Gijón                   | España | 1955-1956 |
| Hércules C. F.               | España | 1956-1957 |
| Club Atlético de Ceuta       | España | 1958      |
| Real Murcia C. F.            | España | 1958-1959 |
| Real Gijón                   | España | 1960-1961 |
| Real Gijón                   | España | 1962      |
| Real Gijón                   | España | 1966      |